# Whitakers
Whitakers è un comune degli Stati Uniti d'America, situato in Carolina del Nord, diviso tra la contea di Edgecombe e la contea di Nash.